# گودزیلا (ترانه امینم)
«گودزیلا» (به انگلیسی: Godzilla) تک‌آهنگی از خواننده آمریکایی امینم است که در آن رپر آمریکایی جویس ورلد حضور دارد. این ترانه در ۳۱ ژانویه ۲۰۲۰ از یازدهمین آلبوم استودیویی وی موسیقی‌ای که توسطش به قتل برسید ۲۰۲۰ منتشر شد. این اولین ترانه پس از مرگ جویس ورلد است امینم در این آهنگ پس از «خدای رپ» (که در ۱۵ ثانیه حدود ۹۹ واژه خواند) ۳۰ ثانیه بدون توقف رپ خواند.